# Bunn (Carolina do Norte)
Bunn é uma cidade  localizada no estado norte-americano de Carolina do Norte, no Condado de Franklin.

## Demografia
Segundo o censo norte-americano de 2000, a sua população era de 357 habitantes. 
Em 2006, foi estimada uma população de 396, um aumento de 39 (10.9%).

## Geografia
De acordo com o United States Census Bureau tem uma área de 
1,4 km², dos quais 1,4 km² cobertos por terra e 0,0 km² cobertos por água.

## Localidades na vizinhança
O diagrama seguinte representa as localidades num raio de 20 km ao redor de Bunn. 